# 霍普 (紐約州)
霍普（英語：Hope）是一個位於美國紐約州漢密爾頓縣的鎮。

## 人口
根據2020年美國人口普查的數據，霍普的面積為107.84平方千米，當中陸地面積為105.42平方千米，而水域面積為2.42平方千米。當地共有人口413人，而人口密度為每平方千米4人。